# Olek (Miechowa)
Olek – część wsi Miechowa w Polsce, położona w województwie opolskim, w powiecie kluczborskim, w gminie Byczyna.
W latach 1975–1998 Olek administracyjnie należał do ówczesnego województwa opolskiego. 